# الگا کارلاتوس
اُلگا کارلاتوس (یونانی: Όλγα Καρλάτου؛ ‏ انگلیسی: Olga Karlatos؛ ‏ زادهٔ ۲۰ آوریل ۱۹۴۷) بازیگر پیشین و وکیل اهل یونان است.
از فیلم‌هایی که وی در آن نقش داشته‌است، می‌توان به یک زن، دو دوست، چهار عاشق، رو به جلو… حرکت!، دوستان من،سرخ و سیاه، همسر شهرآشوب، روزی روزگاری در آمریکا، زامبی ۲، باران ارغوانی، مادام کاملیا، الماس‌های آغشته به خون و چرخند اشاره کرد.